# Hachidai Nakamura
Hachidai Nakamura (jap. 中村 八大, Nakamura Hachidai; * 20. Januar 1931 in Qingdao; † 10. Juni 1992 in Tokyo) war ein japanischer Jazzmusiker (Piano) und Songwriter.
Hachidai Nakamura, der in China von japanischen Eltern geboren wurde, wuchs in Kurume auf und arbeitete nach dem Studium an der Waseda-Universität in der japanischen Jazzszene ab den 1950er-Jahren mit Hidehiko Matsumoto und Hachiro Ando in der Band Six Joes, mit der erste Aufnahmen für Victor entstanden („Brokenhearted Pigeon“). In den folgenden Jahren spielte er u. a. mit Oshio Oida; 1956 gehörte er  der vom Swing Journal zusammengestellten  All-Stars-Band an (mit Fumio Matsumoto, Akira Fukuhara, Koichi Kawabe, Keiichiro Ebihara, Sadao Watanabe, Akira Miyazawa, Konosuke Saijo). Ab 1957 war er Mitglied in George Kawaguchis Band The Big Four; ferner spielte er mit Nubuo Hara.  Im Bereich des Jazz listet ihn Tom Lord zwischen 1952 und 1977 bei zwölf Aufnahmesessions.
In späteren Jahren schrieb Nakamura eine Reihe von Songs für verschiedene japanische Sänger wie Kyu Sakamoto, Saburō Kitajima und die Gruppe Johnnys. Dabei arbeitete er mit dem Liedtexter Rokusuke Ei (1933–2016) zusammen, deren Songs von Kyu Sakamoto vorgestellt wurden. Das Lied Ue o muite arukō, das 1961 in Japan erschien, wurde unter dem Titel Sukiyaki 1963 in den USA ein Nummer-eins-Hit in den Billboard Hot 100 und belegte auch in den deutschen Charts Platz 2. Seine Songs  Aki no Irokusa, Kon’nichi wa akachan, Hitoribotchi no futari daga, Tasogare no begin und nicht zuletzt Ue o muite arukō fanden ab 1962 auch Verwendung in zahlreichen japanischen Spielfilmen und TV-Serien.